# Ermo
Ermo (二]嫫, pinyin Èrmó) és una pel·lícula de comèdia dramàtica xinesa estrenada el 1994 i dirigida per Zhou Xiaowen. És essencialment una sàtira sobre el consumisme occidental i la seva influència en la cultura xinesa.
Va ser una adaptació d'una novel·la escrita per Xu Baoqi. Tan Ye i Yun Zhu, autors del Diccionari històric del cinema xinès, van escriure que Ermo "observa les noves tendències del capitalisme i el consumisme a la Xina rural a l'inici de l'era de la reforma".

## Desenvolupament
Zhou Xiaowen, el director, va dir que "A la Xina, els diners abans eren un sinònim de brutícia. Ara els diners s'han convertit en un déu. Però [aquest déu] podrà satisfer el seu poble?"

## Argument
Ermo és una dona treballadora del poble de la província del nord de Hebei, que fa fideus per alimentar el seu marit i el seu fill. Quan la seva veïna compra un televisor nou, es veu consumida pels somnis de tenir-ne un. Desesperada per posseir la televisió més gran del poble, es torna obsessiva en el seu desig de guanyar diners, i finalment abandona el poble per treballar a la ciutat. Els seus esforços per guanyar prou diners perjudiquen la seva salut i la seva relació amb la seva família.
La pel·lícula mostra les noves tendències i canvis de la societat xinesa durant l'era de la reforma i les diferents actituds entre els que es van unir a la carrera capitalista i els que es van quedar enrere. Ermo es converteix en una sàvia comerciant (encara que només ven fideus secs) i una consumidora plena d'aspiracions, mentre que el seu marit gran encara beu la seva medicina xinesa i es veu a si mateixa com l'antic cap de poble, un paper que va tenir sentit durant l'època de Mao. Mentre l'Ermo se sent cada vegada més atreta per Xiazi, la seva veïna orientada als negocis, i l'estil de vida que representa, el seu marit es manté impotent, tant físicament com metafòricament. A mesura que avança la pel·lícula és obvi que els personatges competents de mentalitat capitalista tampoc troben satisfacció, encara que també és evident que els que no s'incorporen a la carrera són completament irrellevants en la societat moderna.

## Rodatge
Public Secrets, Public Spaces: Cinema and Civility in China va escriure que l'espai de la narració a Ermo té una "sensació de desesperació i inevitabilitat" perquè la narració de la pel·lícula va ser "filmada en una sèrie de llocs claustrofòbics".

## Propòsits
Felix Thompson, l'autor de "Journeying in the Third World", va escriure que la pel·lícula qüestiona el concepte de progrés juxtaposant individualisme i col·lectivisme.
L'element temàtic principal d'Ermo és el comportament del consumidor.

## Personatges
- Ermo (二嫫 Èrmó) - El personatge principal, interpretat per Ai Liya (艾丽娅)
  - Jerome Silbergeld, autor de China Into Film: Frames of Reference in Contemporary Chinese Cinema,va escriure que "El desig inconscient d'Ermo és alliberar-se de la pobresa i l'aïllament rural, però la seva recerca de la modernitat en una caixa, guanyada amb els seus peus i la seva sang, esclavitza el seu cos i ànima."[2] Tony Rayns, autor de "Review of Ermo", va escriure que la pel·lícula mai "riu a costa [d'Ermo]", tot i que la ingenuïtat d'Ermo és la base de gran part de l'humor de la pel·lícula.[4]
- El marit d'Ermo o Cap de poble (村长 Cūnzhǎng) - Un antic cap de poble, el marit d'Ermo trasllada els articles comprats amb els diners d'Ermo a una altra habitació de la casa i defensa els valors socials comunistes tradicionals. En última instància, no pot evitar que els valors occidentals i la televisió entrin a casa seva.[2] Interpretat per Ge Zhijun (戈治均).
  - Jerome Silbergeld, autor de China Into Film: Frames of Reference in Contemporary Chinese Cinema, va escriure que el marit, contrasta amb Ermo, que és jove i carregada sexualment. Silbergeld va escriure que és "una signatura per al desplaçament de la vella guàrdia maoista en la recerca de la Xina del 'progrés' econòmic i les seves creixents desigualtats socials".[2]
- Cec / Xiazi (瞎子 Xiāzi) - Veí i interès amorós d'Ermo. El seu nom significa literalment "una persona cega".[1] Interpretat per Liu Peiqi.
- Esposa del cec - Es posa gelosa d'Ermo perquè té una filla i no un fill. Un cop rep una televisió, intenta utilitzar-la contra l'Ermo. Convida en Tigre a veure la televisió amb la seva família i esmenta la idea que en Xiu i en Tigre es casaran algun dia. Això fa que Ermo intenti comprar el seu propi televisor per superar a la dona de Cec. Yigang Pan, autor de Greater China in the Global Market, Volume 14,

va escriure que la televisió de l'esposa la posa "en igualtat de condicions" contra Ermo. Interpretada per Zhang Haiyan (张海燕).
- Tigre / Huzi (虎子 Huzǐ) és el fill d'Ermo. Interpretat per Yan Zhenguo (阎振国).
- Xiu / Xiuer (秀儿 Xiùér) - La filla de Cec i la seva dona i companya de jocs de Tigre. És més jove que Tigre.[5] Interpretada per Yang Xiao (杨 霄).

## Recepció
Durant el Festival Internacional de Cinema de Locarno de 1994, la pel·lícula va guanyar el Premi Especial Swissair/Crossair i el Premi del Jurat Ecumènic.